# Article 20 du traité sur l'Union européenne
L’article 20 du traité sur l'Union européenne fait partie du Titre IV : « Dispositions sur les coopérations renforcées ».

## Disposition
L'article 20 dispose :

« (ex-articles 27 A à 27 E, 40 à 40 B et 43 à 45 TUE et ex-articles 11 et 11 A TCE)
1. Les États membres qui souhaitent instaurer entre eux une coopération renforcée dans le cadre des compétences non exclusives de l'Union peuvent recourir aux institutions de celle-ci et exercer ces compétences en appliquant les dispositions appropriées des traités, dans les limites et selon les modalités prévues au présent article, ainsi qu'aux articles 326 à 334 du traité sur le fonctionnement de l'Union européenne.
Les coopérations renforcées visent à favoriser la réalisation des objectifs de l'Union, à préserver ses intérêts et à renforcer son processus d'intégration. Elles sont ouvertes à tout moment à tous les États membres, conformément à l'article 328 du traité sur le fonctionnement de l'Union européenne.
2. La décision autorisant une coopération renforcée est adoptée par le Conseil en dernier ressort, lorsqu'il établit que les objectifs recherchés par cette coopération ne peuvent être atteints dans un délai raisonnable par l'Union dans son ensemble, et à condition qu'au moins neuf États membres y participent. Le Conseil statue conformément à la procédure prévue à l'article 329 du traité sur le fonctionnement de l'Union européenne.
3. Tous les membres du Conseil peuvent participer à ses délibérations, mais seuls les membres du Conseil représentant les États membres participant à une coopération renforcée prennent part au vote. Les modalités de vote sont prévues à l'article 330 du traité sur le fonctionnement de l'Union européenne.
4. Les actes adoptés dans le cadre d'une coopération renforcée ne lient que les États membres participants. Ils ne sont pas considérés comme un acquis devant être accepté par les États candidats à l'adhésion à l'Union. »

## Compléments